# Старе Келче
Старе Келче (пол. Stare Kiełcze) — село в Польщі, у гміні Кольно Кольненського повіту Підляського воєводства.
Населення — 140 осіб (2011).
У 1975—1998 роках село належало до Ломжинського воєводства.

## Демографія
Демографічна структура станом на 31 березня 2011 року:
|          | Загалом | Допрацездатний вік | Працездатний вік | Постпрацездатний вік |
| -------- | ------- | ------------------ | ---------------- | -------------------- |
| Чоловіки | 75      | 20                 | 47               | 8                    |
| Жінки    | 65      | 18                 | 31               | 16                   |
| Разом    | 140     | 38                 | 78               | 24                   |